# Jean Legrand (réalisateur)
Jean Legrand est un réalisateur français.

## Filmographie
- 1921 : Le Cœur magnifique coréalisé avec Séverin-Mars (court métrage)
- 1922 : La Maison dans la forêt
- 1923 : L'Île sans amour
- 1923 : Souvent femme varie
- 1926 : Le Soleil de minuit coréalisé avec Richard Garrick